# NGC 1015
NGC 1015 је спирална галаксија у сазвежђу Кит која се налази на NGC листи објеката дубоког неба.
Деклинација објекта је - 1° 19' 6" а ректасцензија 2h 38m 11,6s. Привидна величина (магнитуда) објекта NGC 1015 износи 12,2 а фотографска магнитуда 13,1. Налази се на удаљености од 33,1000 милиона парсека од Сунца. NGC 1015 је још познат и под ознакама UGC 2124, MCG 0-7-66, CGCG 388-75, PGC 9988.